# تلين غضروف الرضفة
تلين غضروف الرضفة أو التلين الغضروفي في الرضفتين (بالإنجليزية: Chondromalacia patellae)‏ هو التهاب ما تحت الرّضفة وتليُّن الغضاريف وفي بعض الأحيان يطلق هذا المصطلح على متلازمة الألم الرّضفي الفَخذي " ومع ذلك هناك إجماع عام على أن مصطلح هذه المتلازمة يطلق على الأشخاص الذين لا يعانون من تلفٍ في الغضاريف، فالطريقة التي يمكن من خلالها التمييز بين تلك المتلازمة وبين مرض "تلين غضروف الرضفة " هو وجود تَلَيُّن في غضروف مفصل الرَّضفة.
حقيقة ً الغضروف الذي تحت الرّضفة يعمل كماصّ للصدمات، وهناك الكثير من العوامل التي قد تسبب تلف وتدهور هذا الغضروف كالاستخدام المُرهق أو حدوث إصابة بالركبة وغيرها من الأسباب. في مثل هذه الحالة لا تبقى سلاسة الغضروف لذلك يمكن لأي حركة أو استخدام أن يتسبب في وجود الألم.
في كثير من الأحيان يمكن أن يؤثر هذا المرض على الشباب عند ممارستهم الرياضة المرهقة، وكبار السّن الذين يستخدمون ركبتهم بشكل مفرط أيضًا.

## الوصف
أحياناً يطلق مصطلح تلين الغضروف على أي خلل غضروفي في الجسم، لكن من الشائع أن يدل على تهيج ما تحت صابونة الركبة «الرَّضفة». الجهة الخلفية من الرَّضفة مغطاة بطبقة ناعمة من الغضاريف، التي تنزلق عليها قاعدة عظمة الفخذ عند ثني الركبة، ومع ذلك عند العديد من الأفراد تميل الرَّضفة إلى الفرك إلى جانب واحد من مفصل الركبة مؤدياً إلى تهيج الغضروف مما يسبب ألمًا في الركبة، الحالة قد تنجم بسبب إصابة حادة للرَّضفة أو الاحتكاك المزمن بين الرضفة والأخدود في عظم الفخذ خلال ثني الركبة.
من الأسباب المحتملة لمثل هكذا حالة، تضيق الشَّريطُ الحَرْقَفِيُّ الظُّنْبوبِيّ، أو بسبب تورم عصبي، أو التهاب كيسي، أو الاستخدام المفرط، أو ورم خبيث.
الألم في مقدمة الركبة أو الجزء الداخلي منها شائع  لدى الشباب وكبار السن وخصوصاً عند الانخراط في لعب كرة القدم، الجمباز، ركوب الدراجات، التجديف، التنس، الباليه، كرة السلة، ركوب الخيل، الكرة الطائرة، الجري، الرياضات القتالية، التزلج على الجليد، وحتى السباحة. ويتم الشعور بالألم عادة بعد الجلوس لفترات طويلة.
المتزلقون هم الأكثر تجريبًا لمثل هكذا حالات في أقدامهم بسبب الرّكل الثابت والالتواء المطلوب لهذا الرّكل، أما السبّاحون تحصل معهم مثل هذه الحالة عند ممارستهم للسباحة على الصّدر مما يتطلب حركة غير عادية للركبة، والناس الذين يشاركون في أسلوب الحياة النشط مع تأثير كبير على الركبتين هم الأكثر تعرضًا للخطر، إن الإدارة السليمة لممارسة النشاط البدني قد يساعد في منع تفاقم مثل هذه الحالة.
يُنصَح الرياضيين بمراجعة طبيب مختص لمزيد من التشخيص الطّبي، لأن مثل هذه الأعراض مشابهة لأمراض أكثر خطورة في الركبة، إن الفحوصات المخبرية ليست ضرورة من ضرورات التشخيص، ولكن في بعض الحالات قد تساعد الفحوصات في إثبات الحالة واستبعاد حالات أخرى مشابهة مسببة لألم مثيل لهذا الألم، والفحوصات المخبرية الشائعة لمثل هذه الحالات، فحوصات الدم والرنين المغناطيسي والتنظير.

## العلاج
في حالة عدم وجود تلف في الغضروف، ووجود آلام في الجزء الأمامي من الركبة بسبب الاستخدام المفرط يمكن أن تعالج من خلال مزيج من (الراحة، الثلج، الضغط، والرفع)، والأدوية المضادة للالتهابات، والعلاج الطبيعي، وعادةً تلين الغضروف يتطور دون تورم أو كدمات.
حقيقةً مسألة العلاج ما زالت موضع نقاش، فمعظم الحالات قد استفادت من الراحة والانضمام إلى برنامج علاج طبيعي مناسب
السماح للالتهاب بالهدوء مع تجنب الأنشطة المزعجة لعدة أسابيع، ثم استئنافها بشكل تدريجي قد يساعد في مثل هذه الحالات.
يمكن لأنشطة التدريب الشامل مثل السباحة أن تساعد على الحفاظ على اللياقة البدنية العامة حتى يتمكن برنامج العلاج الطبيعي من إحداث المرونة والقوة لعضلات الورك والفخذ.
استخدام الأدوية المسكنة المضادة للالتهابات قد تكون مفيدة في تقليل الألم الرَّضفي والتورم الناتج من ذلك.
العلاج بالجراحة قل شيوعه وشعبيته نظرًا لعدم فاعليته وظهور نتائج غير إيجابية.